# Списък на проекти за публично-частно партньорство

## Проекти за публично-частно партньорство в Австралия
- Airport and East Hills railway line
- Cross City Tunnel
- Doug Owston Correctional Centre
- Sydney Harbour Tunnel

## Проекти за публично-частно партньорство в Канада
- Canada Line

## Проекти за публично-частно партньорство в Норвегия
- Centre for High North Logistics

## Проекти за публично-частно партньорство в Обединеното кралство
- Metronet
- National Roads Telecommunications Services
- Proposals for new tram lines in Edinburgh
- Transport Initiatives Edinburgh

## Проекти за публично-частно партньорство в Съединените щати
- Heavy Press Program
- Travel Promotion Act of 2009
- Travel Promotion, Enhancement, and Modernization Act of 2014 Act (H.R. 4450; 113th Congress)

## Проекти за публично-частно партньорство в Швеция
- Arlanda Line – железопътна линия, която ще позволи на влаковете от Източния бряг на Швеция да достигнат до летището Арланда в Стокхолм, Община Сигтюна, Швеция.